# Ronan Le Crom
Ronan Le Crom (Lorient, Francia, 13 de julio de 1974) es un exguardameta francés, que su último club que militó fue el Paris Saint-Germain en la Ligue 1 en el 2013.

## Clubes
| Club                                     | País    | Año         |
| ---------------------------------------- | ------- | ----------- |
| AJ Auxerre                               | Francia | 1991 - 1996 |
| Châteauroux (cesión)                     | Francia | 1996 - 1997 |
| Association Sportive de Valence (cesión) | Francia | 1997 - 1998 |
| AJ Auxerre                               | Francia | 1998 - 2002 |
| En Avant de Guingamp                     | Francia | 2002 - 2004 |
| Saint Ètienne                            | Francia | 2004 - 2005 |
| Troyes                                   | Francia | 2004 - 2007 |
| Racing Club de Lens                      | Francia | 2007 - 2008 |
| Grenoble                                 | Francia | 2008 - 2010 |
| Nancy                                    | Francia | 2010 - 2011 |
| Paris Saint-Germain                      | Francia | 2011 - 2013 |